# Крымскотатарский музей культурно-исторического наследия
Крымскотата́рский музе́й культу́рно-истори́ческого насле́дия (крымскотат. Qırımtatar medeniy-tarihiy miras müzeyi, Къырымтатар медений-тарихий мирас музейи, укр. Кримськотатарський музей культурно-історичної спадщини), до 2015 года Крымскотатарский музей искусств — музей в Симферополе.

## История создания музея
Создан в 1992 году первоначально как Крымскотатарская национальная галерея при общественной организации «Крымскотатарский фонд культуры». Основу коллекции составили произведения крымскотатарских художников, отобранные с первой Всесоюзной выставки крымскотатарских художников, прошедшей в марте — апреле 1990 года в Крымском Доме художника (открыта 19 марта 1990 года). Выставка была организована Координационным центром по возрождению крымскотатарской культуры и Крымской организацией Союза художников Украины; инициаторами выставки были И. А. Заатов и М. Ю. Чурлу). С 1993 года Крымскотатарская национальная галерея была передана в структуру Ассоциации крымскотатарских художников. В дальнейшем формирование фондов галереи и её выставочная деятельность проходила под руководством Ассоциации.
Важным событием в этапе становления национальной галереи в 1993 году стал подписанный трёхсторонний договор между Ассоциацией крымскотатарских художников (председатель Э. С. Изетов), Государственным комитетом по делам национальностей и депортированных граждан Автономной Республики Крым (председатель Р. И. Джемилев) и Симферопольским художественным музеем (директор Н. Д. Дьяченко), согласно которому каждая из сторон брала на себя определённые обязанности: Государственный комитет по делам национальностей и депортированных граждан гарантировал финансирование на приобретение новых экспонатов для пополнения фондов галереи, Симферопольский художественный музей — сохранность экспонатов и выделение помещения для хранения экспонатов, Ассоциация крымскотатарских художников — формирование фондов и популяризацию новых произведений изобразительного искусства в выставочной деятельности.
В июле 1996 года Крымскотатарская национальная галерея была передана в Республиканскую крымскотатарскую библиотеку им. И. Гаспринского и переименована в Музей изобразительного искусства крымских татар, как один из отделов в структуре Республиканской крымскотатарской библиотеки им. И. Гаспринского.
В 1998 году Музей изобразительного искусства был переименован в Музей крымскотатарского искусства на правах филиала Республиканской крымскотатарской библиотеки им. И. Гаспринского. Музей предполагалось открыть в Доме Арендта, расположенном в историческом центре Симферополя по адресу ул. Карла Маркса, 25. Однако этим планам не суждено было сбыться. В 2009 году здание было выкуплено благотворительной организации «Фонд Крым», которое после реконструкции здания было обязано передать Автономной Республике Крым не менее 460 м² помещений здания для размещения Крымского республиканского учреждения «Крымско-татарский музей искусств». Обязательство так и не было выполнено, а в 2023 году здание вместе с земельным участком без обременений приобрела компания «Асгард».
14 декабря 1999 года постановлением Правительства Автономной Республики Крым Музей крымскотатарского искусства приобрёл юридический статус, став отдельным учреждением культуры.
В 2006 году учреждение было переименовано в «Крымскотатарский музей искусств».
Крымскотатарский музей искусств является научно-методическим центром по собиранию, сохранению, изучению и популяризации культурного и исторического наследия крымскотатарского народа.

## История музейной коллекции
Первыми экспонатами музея, которые легли в Основу Фонда Музея, стали произведения живописи, графики, скульптуры и предметы декоративно-прикладного искусства современных крымскотатарских художников: Э. Изетова, А. Алиева, Р. Усеинова, М. Чурлу, Р. Нетовкина, И. Аблаева, З. Трасиновой, С. Османова, Р. Эминова, Н. Якубова, А. Билялова, И. Велиуллаева, И. Шейх-Задэ, А. Усеинова, Х. Мемедляева, А. Сейт-Аметова, С. Якубова, А. Сейдаметова, которые были отобраны членами экспертной комиссии в составе научных сотрудников Симферопольского художественного музея — Р. Т. Подуфалого, Г. И. Федотовой, Л. М. Рыбниковой, Л. Я. Лениченко, — и членов Союза Художников Украины А. С. Шуринова, С. А. Никитина, М. Ю. Чурлу. Все отобранные работы авторов были в экспозиции первой Всесоюзной выставки крымскотатарских художников, прошедшей в Крымском Доме художника.
Значительным пополнением фондов музея в 1994 году стали предметы крымскотатарского национального декоративно-прикладного искусства, переданные из частной коллекции А. Умерова и Х. Добра. В 2005 году фонды музея пополнились факсимильными картинами немецкого художника и этнографа середины XIX века Августа Вильгельма Кизеветтера, которые были переданы в дар музею Берлинской картинной галереей. К этому времени фонды музея располагали ценнейшими коллекциями декоративно-прикладного искусства XVIII—XX веков, изобразительного искусства, коллекциями старинных книг, фотографий, открыток и монет. В фондах были представлены уникальные материалы, раскрывающие деятельность крымскотатарского театра, музыкальных, танцевальных, фольклорных коллективов, экспонаты, отражающие жизнь и деятельность легендарного лётчика Амет-Хана Султана, фотографии героев и участников Великой Отечественной войны, ценные материалы об истории крымскотатарского национального движения.
С 1992 по 2007 год экспонаты фонда крымскотатарского музея искусств находились на хранении в фондах Симферопольского художественного музея, а с 2007 года основная часть экспонатов — на хранении в фондах Крымского краеведческого музея.
В 2010 году в музее открылась постоянно-действующая экспозиция дважды Героя Советского Союза, заслуженного летчика-испытателя Султана Амет-Хана.
К 2023 году музей насчитывал 6 отделов:
- отдел фондов;
- отдел научно-экспозиционной работы;
- отдел культурно-образовательной и выставочной работы;
- Музей Амет-Хана Султана (г. Алупка);
- Музей истории и археологии (г. Старый Крым);
- Мемориальный комплекс памяти жертв депортации (п. Сирень Бахчисарайского района).

На сегодняшний[какой?] день в коллекции Музейного фонда насчитывается более 5000 экспонатов.

## Научная и выставочная деятельность
Сотрудниками Музея ведутся исследовательские работы в различных аспектах крымскотатарской культуры: художественное оружие XVII—XVIII вв., художественная обработка металла, орнаментальное ткачество и вышивка, история костюма, исламского искусства, анализ творчества довоенного и современного периодов крымскотатарского изобразительного и декоративно-прикладного искусства, творчества артистов и др. Результатами этих поисков являются выступления на конференциях, чтение лекций, содержательные публикации в научных сборниках, на страницах газет, журналов. Ежемесячно музей проводит стационарные и выездные выставки разной тематики.